# Руський Грабовець
Руський Грабовець (словац. Ruský Hrabovec русин. Руськый Грабовець) — село, громада в окрузі Собранці, Кошицький край, Східна Словаччина. Розташоване біля кордону з Україною. Кадастрова площа громади — 16,82 км².

## Назва
Старожили оповідають, що прийшли три родини та збудували між грабами собі хати таким срособом, що поклали між граби дерева та обліпили їх. Жили так між грабами і потім розійшлися, розселилися і назвали село Грабівцем.

## Географія
Село розташоване в північній частині гірського хребта Попрічний в долині Стежного потока, на потрійному стику кордонів Кошицького, Пряшівського країв та кордону з Україною.
Висота в центрі села 280 метрів над рівнем моря.

## Історія
Перша згадка 1567 року як Hraboc. Історичні назви: Oros Hrabovecz (1773), Ruský Hrabovec (1808); угор. Oroszhrabóc, Nagygereblyés.
1787-го року село налічувало 38 будинків і 243 мешканці, 1828-го — 70 будинків і 514 мешканців.
1939-44 рр — у складі Угорщини.
ЄСГА (слов. JRD) засновано 1958 року.

## Пам'ятки
У селі є греко-католицький костел святого Юрія з 1838 року в стилі бароко-класицизму, національна культурна пам'ятка та православна церква святого Юрія, великомученика з 20 століття у візантійському стилі.

## Населення
| Рік:            | 1993 | 2003    | 2013     | 2023     |
| --------------- | ---- | ------- | -------- | -------- |
| Кількість осіб: | 404  | 366     | 316      | 284      |
| Різниця:        |      | -9,40 % | -13,66 % | -10,12 % |

| Рік:            | 2022 | 2023    |
| --------------- | ---- | ------- |
| Кількість осіб: | 286  | 284     |
| Різниця:        |      | -0,69 % |

У селі проживає 303 особи.
У 2011 році в селі проживало 327 осіб.
Національний склад населення (за даними останнього перепису населення — 2011 року):
- словаки — 196,
- русини — 110,
- цигани — 11,
- українці — 3,
- чехи — 2,
- росіяни — 1,
- невстановлено — 4.

Склад населення за приналежністю до релігії станом на 2011 рік:
- православні — 213,
- греко-католики — 101,
- римо-католики — 6.

Склад населення за рідною мовою станом на 2011 рік:
- русинська мова — 224,
- словацька мова — 92,
- українська мова — 3,
- чеська мова — 2,
- угорська мова — 1,
- інші — 1,
- невстановлено — 4,

Динаміка чисельності населення громади Руський Грабовець з 1996 року.

## Інфраструктура
В селі є бібліотека та футбольне поле.